# Order of Barbados
Der Order of Barbados ist ein nationaler Orden von Barbados.

## Geschichte
Der erste Order of Barbados wurde von Queen Elisabeth II. durch ein Letters Patent am 25. Juli 1980 verliehen. Als Barbados am 30. November 2021 Republik wurde, wurde ein neuer Orden eingeführt, der seine Gesetzesgrundlage im Barbados National Honors and Decorations Act 2021 des Parlaments von Barbados hat. Er wurde am 28. Oktober 2021 eingeführt und ersetzte den früheren Order of Barbados der Monarchie.

## Order of Barbados (2021– )

Wappen von Barbados

Der Orden der Republik Barbados hat folgende Ehren und Ordenszeichen:
| Bezeichnung                           | Grad                         | Namenszusatz | Anrede              |
| ------------------------------------- | ---------------------------- | ------------ | ------------------- |
| Order of Freedom of Barbados          | Member (Mitglied)            | FB           | The Most Honourable |
| Order of the Republic                 | Member                       | OR           | The Honourable      |
| Gold Award of Achievement             | —                            | GA           | —                   |
| Trident of Excellence                 | Gold Trident of Excellence   | GTE          | —                   |
| Trident of Excellence                 | Silver Trident of Excellence | STE          | —                   |
| Barbados Service Award                | Barbados Service Star        | BSS          | —                   |
| Barbados Service Award                | Barbados Service Medal       | BSM          | —                   |
| Barbados Services Medal of Honour     | —                            | —            | —                   |
| Barbados Humanitarian Service Award   | —                            | —            | —                   |
| Award of Pride of Barbados            | —                            | —            | —                   |
| Prime Minister’s Award for Leadership | —                            | —            | —                   |

## Order of Barbados (1980–2021)
Der frühere Orden, als Barbados noch Teil des Commonwealth Realm (1966–2021) war, bestand aus vier Klassen in zwei Graden. Es gab ein Limit für die Zahl der Ernennungen pro Jahr.
| Klasse                          | Grad                   | Namenszusatz | Anrede         |
| ------------------------------- | ---------------------- | ------------ | -------------- |
| Knight/Dame of St. Andrew       | —                      | KA/DA        | Sir/Dame       |
| Companion of Honour of Barbados | —                      | CHB          | The Honourable |
| Crown of Merit                  | Gold Crown of Merit    | GCM          | —              |
| Crown of Merit                  | Silver Crown of Merit  | SCM          | —              |
| Barbados Service Award          | Barbados Service Star  | BSS          | —              |
| Barbados Service Award          | Barbados Service Medal | BSM          | —              |

Als der Orden des Commonwealth-Gebietes Barbados seine Gültigkeit verlor, wurden keine weiteren Ernennungen für diesen Orden vorgenommen, obwohl „alle Ernennungen, Auszeichnungen oder Ehrenzeichen, die vor dem 30. November 2021 gemäß dem Letters Patent verliehen wurden, weiterhin als gültig verliehen anerkannt werden; und alle Inhaber von Ernennungen, Auszeichnungen oder Ehrenzeichen, die gemäß dem Letters Patent verliehen wurden, gelten als Mitglieder des (neuen) Ordens.“ („all appointments, awards or decorations conferred prior to 30 November 2021 pursuant to the Letters Patent shall continue to be acknowledged as validly conferred; and all holders of appointments, awards or decorations conferred pursuant to the Letters Patent shall be deemed to be members of the (new) Order“).

## Offiziere
- Sovereign: Queen Elisabeth II., als Monarchin von Barbados (1980–2021)
- Chancellor: Der Governor-General of Barbados (1980–2021)[1] und später der Präsident von Barbados (2021– )[4]